# العملات اليونانية في إيطاليا وصقلية

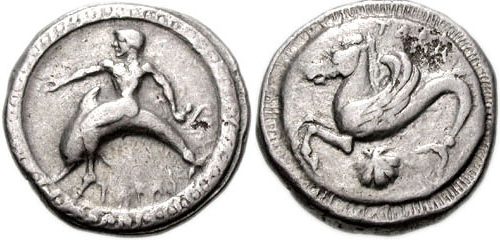
عملات تاراس (تارانتو الحديثة) من القرن الخامس قبل الميلاد

نشأت العملات اليونانية في إيطاليا وصقلية من قِبل الإيطاليين والصقليين المحليين الذين شكلوا العديد من الدول والمدن. تنحدر هذه المجتمعات الهلنستية من المهاجرين اليونانيين. تأثرت جنوب إيطاليا بالثقافة اليونانية إلى درجة إنها كانت تُعرف باسم ماجنا غراسيا. وضربت كل دولة من الدول عُملتها الخاصة.
كانت تاراس (أو تارانتوم) من بين أبرز مدن الدولة.
بحلول القرن الثاني قبل الميلاد، تَطورت بعض هذه العُملات اليونانية تحت الحُكم الروماني، ويمكن تصنيفها على أنها العُملات الإقليمية الرومانية الأولى.

## المواضيع والتصميم

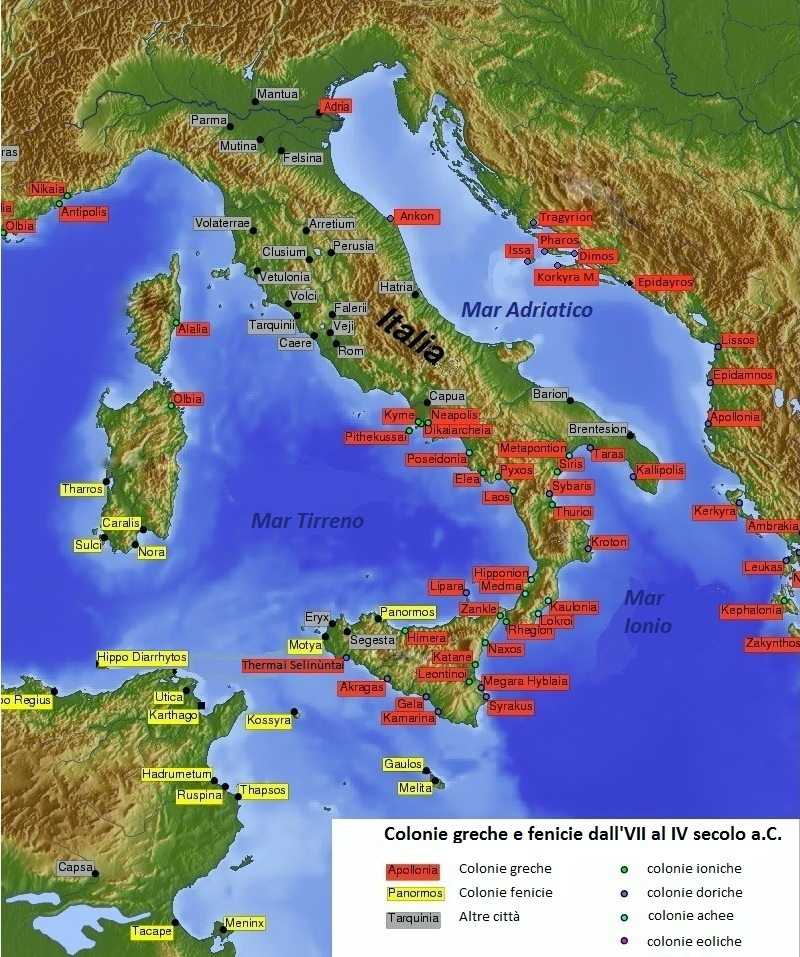
موقع المستعمرات اليونانية القديمة (الأسماء ذات العلامات الحمراء) في إيطاليا والمناطق المجاورة

الموضوع المشترك في العُملات الإيطالية هو تضمين صور الآلهة أو الشخصيات الأسطورية الأخرى. بعض الحيوانات المميزة والرموز الأخرى. على سبيل المثال، صورت عُملات سيباريس (ثوريوم) الإلهة مينيرفا. كان سكان كروتوني يزينون عُملاتهم النقدية بصور هرقل. حصلت مدينة بوسيدونيا (بايستوم) على اسمها من الإله اليوناني بوسيدون الذي نقشوا صورته على عُملاتهم المعدنية. تأسست المدينة على يد المستعمرين السيباريين، تتضمن العملات البوسيدونية رمزًا لمدينتهم الأم، الثور. كانت مدينة تاراس، الدولة المدينة الأكثر ازدهارًا، تضرب العُملات المعدنية بالدلافين وأفراس البحر. يُشير فرس البحر المجنح إلى بوسيدون. صورة لثور ذو وجه إنسان ظهرت في إحدى العُملات المعدنية غير العادية من مدينة نابولي. هناك نظرية واحدة حول أصلها وهي أنها ربما كانت تحتفل بنوع من التحالف مع الرومان. تأسست مدينة جيلاس في صقلية على يد المستوطنين الروديانيين. كانت تُعرف في الأصل باسم ليندي نسبةً إلى مدينتهم الأم ليندوس، ولكن أعيد تسمية المدينة على اسم نهر جيلاس. قاموا بضرب العُملات المعدنية التي تحمل صور إله النهر المحلي.
أعلن بعض الطغاة في ماجنا غراسيا عن انتصاراتهم في الألعاب الأولمبية من خلال سَك العُملات التي تشير إلى هذه الإنجازات المحددة.
يُمكن مقارنة أسلوب الأشكال الموجودة في العُملات المعدنية بالفخار الموجود في المنطقة. وهذا يعطي أدلة حول متى صُنع الفخار المذكور. علاوة على ذلك، فإن أعمار المدن مثل سيباريس معروفة جيدًا.

## معيار الوزن
أوزان العُملات الفضية موروثة من التجار الكورنثيين. كانت العلاقات التجارية بين كورنثوس وتاراس وثيقة. أدى هذا إلى جلب معيار الوزن الفارسي للعُملات الذهبية إلى ماجنا غراسيا. وقد كان المعيار الفوقي مستخدمًا أيضًا في المنطقة. وفي وقت لاحق، ظهر المعيار الإيجيني واستخدم لفترة وجيزة. جُلب إلى جنوب إيطاليا من قبل المستوطنين الخالسيديين. اعتمدت المدن في المنطقة في نهاية المطاف معيار العلية.
استخدم الوزن السيشيلي (أو المقدونية) للاوزان الصقلية للحصول على الذهب بدلاً من العملات الأثقل وزناً المستخدمة في البر الرئيسي لليونان.

## ماجنا غراسيا
تشمل منطقة ماجنا غراسيا مدنًا يونانية في الأصل مثل كوماي، وهيراكليا، وكاولونيا، وكروتون، ولوكري، ونيابوليس، وميتابونتوم، وسيباريس، وتاراس، وثوري، وريجيون.
تأسست مدن تاراس وميتابونتوم وسيباريس وكروتون في الفترة ما بين 750 قبل الميلاد وحوالي 650 قبل الميلاد، ومن المرجح أنهم جلبوا معرفتهم بالسك الذي اخترع حديثًا مباشرة من مدنهم الأصلية.

### تاراس

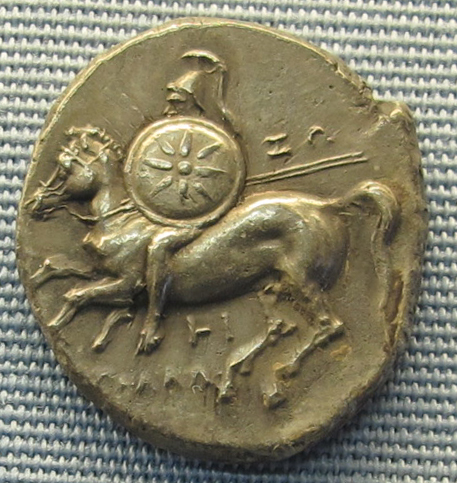
عملة تارانتاين تصور جنديًا راكبًا

تُظهر عُملات تاراس من القرن الرابع قبل الميلاد فارسًا راكبًا ومجهزًا بدرع. في ذلك الوقت لم تكن أي قوة عسكرية يونانية أخرى تُجهز سلاح الفرسان بالدروع. يُمكن استنتاج أن تأثير تاراس رُبما كان مسؤولاً عن انتشار سلاح الفرسان المدرع إلى الأنظمة السياسية اليونانية الأخرى.
كان من الشائع في جميع أنحاء العالم اليوناني أن تنخفض معايير وزن العُملات الهلنستية في الوزن بِمرور الوقت. أحد التفسيرات إنه مع عودة الأموال المُستهلكة إلى الدولة التي أصدرتها، كان يُعيد سَك العُملات المعدنية المُستهلكة. في بعض الأحيان يُمكن أن تعزى الانخفاضات الملحوظة في الوزن إلى حدث واحد. خلال الحرب البيروسية (280-275 قبل الميلاد) انخفض حَجم العُملات المعدنية في تاراس بشكل ملحوظ، كما أثرت الحرب أيضًا على العُملات المعدنية لبعض الكيانات السياسية اليونانية الأخرى في إيطاليا. وزن العُملات الفضية في تاراس وكروتون وهيراكليا وثوري وميتابونتوم 7.9 غرام قبل الحرب، لكن وزنها وحجمها انخفضا إلى 6.6 غرام. عانت الإصدارات اللاحقة من عملات تارانتين من انخفاض قيمتها بنسبة خمسة بالمائة. وتأثر هذا التطور التنازلي بشكل كبير بالضغوط المالية التي سببتها الحرب للكيانات السياسية اليونانية. على سبيل المثال، تسبب التصدي لتوسع روما في حدوث ضغوط كبيرة على دول المدن الإيطالية.

## صقلية
تعد ناكسوس أقدم مدينة يونانية في الجزيرة. أسس المستوطنون الخلقيديان المدينة في عام 735 قبل الميلاد. وأول مدينة في الجزيرة تَصدر العُملات المعدنية. أصبحت المدينة غنية من إنتاج النبيذ، وقامت بتكريم الإله ديونيسوس عند سَك أول عُملات معدنية فيها. كان الساتير موضوعًا شائعًا آخر على عُملاتهم المعدنية. كانت كاتانا، التي أسسها المستعمرون الذين انتقلوا من مدينة ناكسوس في عام 730 قبل الميلاد، معروفة بنقّاشيها المَهرة الذين أسفر عملهم عن سَك عُملات معدنية رائعة للغاية. ديونيسيوس الأول، طاغية سيراكيوز، دَمّر مدينة ناكسوس في عام 403 قبل الميلاد. أسس الناجون من ناكسوس مدينة تاورومينيو في عام 358 قبل الميلاد.
كانت هيميرا وزانكل من بين أوائل الدول المُصدرة للعُملات المعدنية في جزيرة صقلية. وأسسها أيضًا المستوطنون الخلقيديان. كانت ناكونا بلدة يونانية صغيرة في صقلية، وتأكد وجودها في موقع غير معروف من خلال عُملات معدنية تحمل الأسطورة "NAKONAION" أو "ΝΑΚΩΝΑΙΩΝ".

### سيراكيوز
في القرن السادس قبل الميلاد بدأت سيراكيوز في سَك عُملاتها المعدنية الخاصة. واستخدموا معيار الوزن الأتيكي-الإيوبي، واعتمد بسرعة من قِبل الأنظمة السياسية الأخرى في صقلية. في القرن الخامس، خلفت الحكومة القوية والمجتمع العسكري الواسع الذي يحكمه الطغاة وراءهم عُملات معدنية وفيرة.

## العملة الإقليمية الرومانية
بحلول عام 210 قبل الميلاد، أصبحت روما تسيطر على جميع المدن اليونانية في المنطقة. وفي بداية القرن التالي، أصبح من المُمكن ملاحظة التأثير الروماني الواضح على العُملات اليونانية. وتغيرت كل من الأيقونات وأسلوب العُملات المعدنية. يمكن تَصنيف العُملات اليونانية من هذه الفترة على أنها أولى حالات العملة الإقليمية الرومانية.

## روابط خارجية
- قائمة الدول المدن اليونانية وعملاتها المعدنية

قالب:Hellenistic coinageقالب:Historic Italian currency and coinage